# Krzeczyn (województwo dolnośląskie)
Krzeczyn (niem. Kritschen) – wieś w Polsce, położona w województwie dolnośląskim, w powiecie oleśnickim, w gminie Oleśnica.

## Podział administracyjny
| SIMC    | Nazwa    | Rodzaj |
| ------- | -------- | ------ |
| 0879015 | Blizbórz | osada  |

W latach 1975–1998 miejscowość administracyjnie należała do województwa wrocławskiego.

## Zabytki
Do wojewódzkiego rejestru zabytków wpisany jest:
- park dworski, z końca XIX w., z 300-letnim drzewostanem

inne obiekty:
- kościół pw. Matki Boskiej Wspomożenia Wiernych, wybudowany w latach 80. XX wieku